# 중국의 영토 분쟁

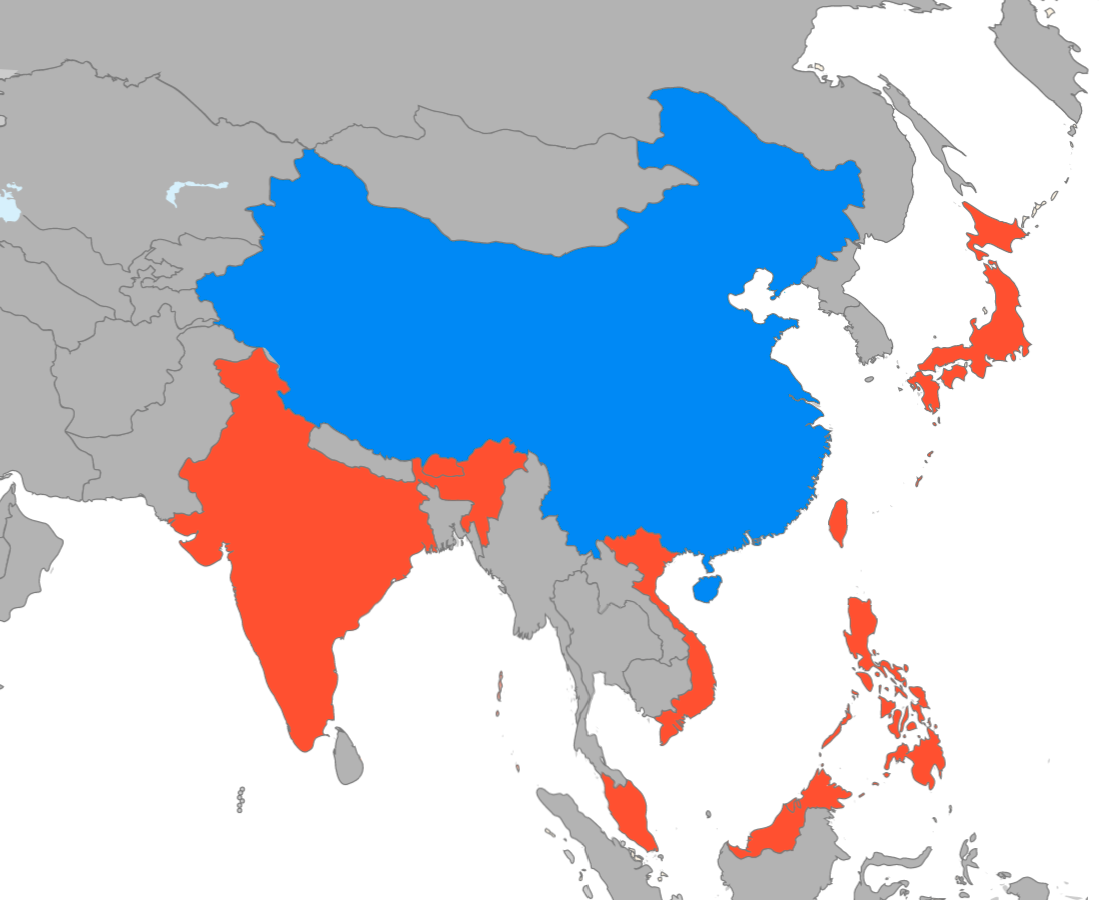
파란색은 중국, 주황색은 중국과 영토 분쟁을 벌이는 국가들이다.

중국은 현재 일본, 필리핀,  베트남, 인도, 부탄 등 인근 국가들과 영토 분쟁을 벌이고 있다. 과거에는 러시아, 몽골, 카자흐스탄, 키르기스스탄, 아프가니스탄, 파키스탄, 미얀마, 북한, 네팔, 타지키스탄과도 영토 분쟁이 존재했었다.

## 남중국해

### 파라셀 제도
파라셀 제도는 중국과 베트남의 영토 분쟁 지역으로, 현재 중국이 실효지배하고 있다. 중국측 행정구역상으로는 하이난성 싼사시에 속해있다. 베트남에서는 이 도서를 호앙사 군도라고 지칭하며, 중국에서는 시사 군도라고 지칭한다. 2014년, 이 분쟁이 원인이 된 베트남의 대규모 반중 시위가 벌어지기도 했다.

### 스프래틀리 군도
스프래틀리 군도는 베트남과 중국, 대만, 필리핀 등의 영토 분쟁 지역으로, 영유권을 주장하는 국가들이 각 섬마다 실효지배하고 있다. 중국에서는 난사 군도, 베트남에서는 쯔엉사 군도, 필리핀에서는 칼라얀 군도라고 부른다. 중국측 행정구역상 하이난성 싼사시에 속한다.

### 프라타스섬
프라타스섬은 대만과 중국의 영토 분쟁 지역으로, 현재 대만이 실효지배하고 있다.

## 동중국해

### 센카쿠/댜오위다오 분쟁
센카쿠 혹은 댜오위다오는 중국과 일본의 영토 분쟁 지역으로, 현재 일본이 실효지배하고있다. 일본에서는 센카쿠, 중국에서는 댜오위다오라고 부른다. 중국측 행정구역상으로는 타이완성에 속해있으며, 일본측 행정구역상으로는 오키나와현에 속해있다.

## 히말라야 산맥

### 남티베트
남티베트는 중국과 인도의 영토 분쟁 지역으로, 현재 인도가 실효지배하고 있다. 인도측 행정구역상 아루나찰프라데시주에 속해있다.

### 악사이친
악사이친은 중국과 인도가 영토 분쟁을 벌이고 있는 지역으로 전쟁의 결과로 현재는 중국이 실효지배하고 있다. 악사이친은 카슈미르의 일부로, 카슈미르는 인도와 파키스탄의 영토 분쟁 지역과 중국과 인도의 영토 분쟁 지역으로 나뉘는데, 그중 중국과 인도의 영토 분쟁 지역이 악사이친이다.

### 도클람
부탄과 중국이 영토분쟁 중이다.

## 같이 보기
- 동중국해 EEZ 분쟁
- 중화인민공화국의 대외 관계